# Округ Прајс (Висконсин)
Прајс (енгл. Price County) је округ у америчкој савезној држави Висконсин.

## Демографија
По попису из 2010. године број становника је 14.159, што је 1.663 (-10,5%) становника мање него 2000. године.
| Група             | 2000.          | 2010.          |
| Белци             | 15.462 (97,7%) | 13.661 (96,5%) |
| Афроамериканци    | 16 (0,1%)      | 39 (0,3%)      |
| Азијати           | 47 (0,3%)      | 62 (0,4%)      |
| Хиспаноамериканци | 116 (0,7%)     | 153 (1,1%)     |
| Укупно            | 15.822         | 14.159         |